# Horace Burgess's Treehouse

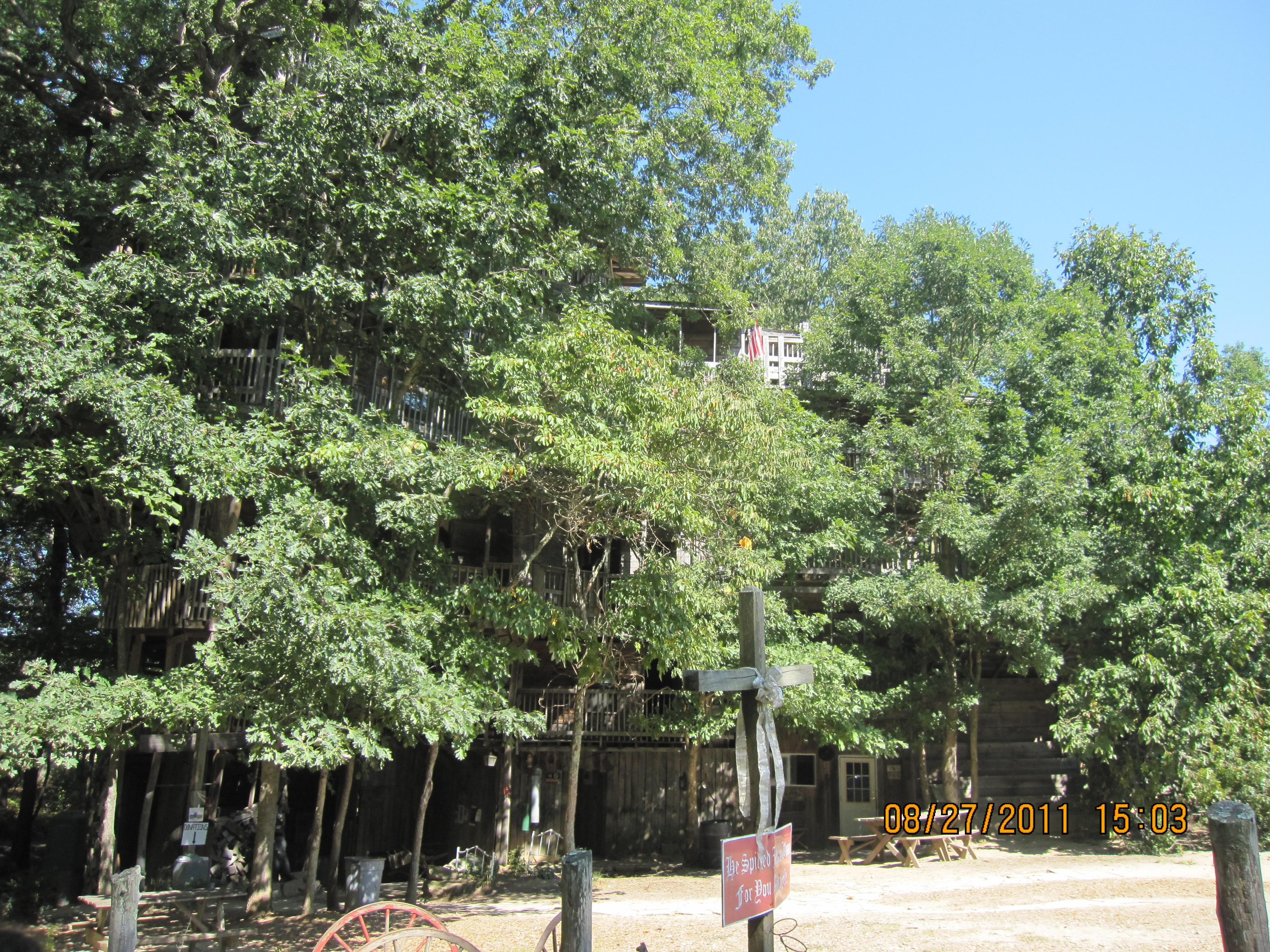
Exterieur van de boomhut in 2011

Horace Burgess's treehouse (ook bekend als de Minister's Treehouse, vertaald 'Boomhut van de Dominee') was een boomhut en kerk in Crossville in de Amerikaanse staat Tennessee. De bouw begon in 1993, voornamelijk door Burgess die zegt een visionair gebod van God ontvangen te hebben om een boomhut te bouwen, en sindsdien is doorgegaan. De boomhut werd vervolgens een populaire lokale attractie die onofficieel de grootste boomhut ter wereld werd genoemd. De boomhut werd in 2012 gesloten door de staat in verband met schending van de brandveiligheidsvoorschriften. Op 22 oktober 2019 werd de boomhut vernietigd door een brand waarvan de oorzaak onbekend is.

## Geschiedenis en beschrijving
Horace Burgess, een plaatselijke dominee, was in 1993 aan het bidden toen God hem zou hebben gezegd: "Als je een boomhut gaat bouwen, zorg ik dat je nooit zonder materiaal zult zitten." Geïnspireerd door het visioen, begon Burgess met de bouw van de boomhut. De 30 meter hoge boomhut rust op een nog levende 24 meter hoge witte eik met een doorsnee van bijna 4 meter. Naast deze eik wordt het bouwwerk gedragen door zes andere eiken. Wanneer de ruimte van de kerk niet als kerk in gebruik was, werd ze als basketbalzaal gebruikt.
De boomhut was gelegen aan Beehive Lane in Crossville, Tennessee en groeide uit tot een populaire toeristische attractie. In augustus 2012 werd de boomhut voor het publiek gesloten door de staat, omdat hij een publiekstrekker was geworden, maar niet aan brandveiligheidsvoorschriften voldeed.
Hoewel er geen categorie bestaat voor grootste boomhut bij Guinness World Records, werd hij vaak officieus aangeduid als de grootste boomhut ter wereld.
Op 22 oktober 2019 werd de boomhut door een onbekende reden getroffen door een brand. De volledige constructie werd hierbij vernietigd.  